# چرا اطفال بداخلاق و بدرفتار بارمی‌آیند
چرا اطفال بداخلاق بار می‌آیند (به انگلیسی: Why Children Misbehave) کتابی مصور از چارلز لئونارد است.

## ترجمهٔ فارسی
این کتاب با ترجمهٔ احمد سعیدی در سال ۱۳۳۳ منتشر شد و جایزه سلطنتی کتاب سال را گرفت.